# Lekkoatletyka na Letnich Igrzyskach Olimpijskich 1992 – bieg na 400 m mężczyzn
Bieg na 400 metrów mężczyzn podczas XXV Letnich Igrzysk Olimpijskich w Barcelonie rozegrano 1 (eliminacje), 2 (ćwierćfinały), 3 (półfinały) i 5 sierpnia 1992 (finał) na Estadi Olímpic de Montjuïc. Zwycięzcą został reprezentant Stanów Zjednoczonych Quincy Watts, który w półfinale ustanowił rekord olimpijski z czasem 43,71 s, a w finale poprawił go na 43,50 s.

## Rekordy
|                   | Zawodnik       | Narodowość        | Czas  | Data                      | Miejsce |
| ----------------- | -------------- | ----------------- | ----- | ------------------------- | ------- |
| Rekord świata     | Butch Reynolds | Stany Zjednoczone | 43,29 | 17 sierpnia 1988(dts)     | Zurych  |
| Rekord olimpijski | Lee Evans      | Stany Zjednoczone | 43,86 | 18 października 1968(dts) | Meksyk  |

## Wyniki
| Poz. - pozycja |
| – rekord świata \| – rekord krajowy \| – rekord życiowy \| = – wyrównany rekord życiowy \| · – najlepszy wynik w sezonie \| = – wyrównany najlepszy wynik w sezonie \| – rekord olimpijski |
| Fn – falstart \| DNF – nie ukończył \| DNS – nie wystartował \| DSQ – zdyskwalifikowany |

### Eliminacje
Rozegrano dziewięć biegów eliminacyjnych. Do ćwierćfinałów awansowało po trzech najlepszych zawodników z każdego biegu (Q) oraz pięciu z najlepszymi czasami spośród pozostałych (q).

#### Bieg 1
| Poz. | Zawodnik           | Narodowość      | Rezultat | Uwagi |
| ---- | ------------------ | --------------- | -------- | ----- |
| 1    | Derek Redmond      | Wielka Brytania | 45,03    | Q     |
| 2    | Roberto Hernández  | Kuba            | 45,07    | Q     |
| 3    | Solomon Amegatcher | Ghana           | 45,42    | Q     |
| 4    | Dennis Blake       | Jamajka         | 45,92    | q     |
| 5    | Aktawat Sakoolchan | Tajlandia       | 46,78    |       |
| 6    | Ali Faudet         | Czad            | 47,10    |       |
| 7    | Jaime Rodrigues    | Mozambik        | 48,89    |       |

#### Bieg 2
| Poz. | Zawodnik              | Narodowość        | Rezultat | Uwagi |
| ---- | --------------------- | ----------------- | -------- | ----- |
| 1    | Troy Douglas          | Bermudy           | 46,02    | Q     |
| 2    | Alvin Daniel          | Trynidad i Tobago | 46,09    | Q     |
| 3    | Thomas Schönlebe      | Niemcy            | 46,26    | Q     |
| 4    | Seibert Straughn      | Barbados          | 46,54    |       |
| 5    | Delon Felix           | Grenada           | 47,39    |       |
| 6    | Mohamed Amer Al-Malky | Oman              | 48,00    |       |
| 7    | Randolph Foster       | Kostaryka         | 48,80    |       |
| 8    | Vanxay Sinebandith    | Laos              | 51,71    |       |

#### Bieg 3
| Poz. | Zawodnik         | Narodowość                   | Rezultat | Uwagi |
| ---- | ---------------- | ---------------------------- | -------- | ----- |
| 1    | Quincy Watts     | Stany Zjednoczone            | 45,38    | Q     |
| 2    | Bobang Phiri     | Południowa Afryka            | 45,57    | Q     |
| 3    | Rico Lieder      | Niemcy                       | 45,86    | Q     |
| 4    | Francis Ogola    | Uganda                       | 45,87    | q     |
| 5    | Ediélson Tenório | Brazylia                     | 46,31    | q     |
| 6    | Kossi Akoto      | Togo                         | 46,97    |       |
| 7    | Martial Biguet   | Republika Środkowoafrykańska | 47,82    |       |

#### Bieg 4
| Poz. | Zawodnik           | Narodowość                       | Rezultat | Uwagi |
| ---- | ------------------ | -------------------------------- | -------- | ----- |
| 1    | Simon Kemboi       | Kenia                            | 45,84    | Q     |
| 2    | Slobodan Branković | Niezależni uczestnicy olimpijscy | 46,34    | Q     |
| 3    | Devon Morris       | Jamajka                          | 46,45    | Q     |
| 4    | Patrick Delice     | Trynidad i Tobago                | 46,58    |       |
| 5    | Subul Babo         | Papua-Nowa Gwinea                | 47,17    |       |
| 6    | Médard Makanga     | Kongo                            | 48,17    |       |
| 7    | Kenmore Hughes     | Antigua i Barbuda                | 48,56    |       |
| 7    | Mohamed Amir       | Malediwy                         | 50,35    |       |

#### Bieg 5
| Poz. | Zawodnik          | Narodowość        | Rezultat | Uwagi |
| ---- | ----------------- | ----------------- | -------- | ----- |
| 1    | Danny Everett     | Stany Zjednoczone | 45,68    | Q     |
| 2    | David Grindley    | Wielka Brytania   | 45,79    | Q     |
| 3    | Andrea Nuti       | Włochy            | 46,12    | Q     |
| 4    | Innocent Egbunike | Nigeria           | 46,51    |       |
| 5    | Dmitrij Kosow     | WNP               | 47,28    |       |
| 6    | Joseph Adam       | Seszele           | 47,68    |       |
| 7    | Baptiste Firiam   | Vanuatu           | 48,98    |       |
| 8    | Eulogio Ngache    | Gwinea Równikowa  | 50,83    |       |

#### Bieg 6
| Poz. | Zawodnik        | Narodowość                           | Rezultat | Uwagi |
| ---- | --------------- | ------------------------------------ | -------- | ----- |
| 1    | Samson Kitur    | Kenia                                | 45,41    | Q     |
| 2    | Susumu Takano   | Japonia                              | 45,96    | Q     |
| 3    | Tamás Molnár    | Węgry                                | 46,21    | Q     |
| 4    | Anthony Wallace | Jamajka                              | 46,88    |       |
| 5    | Camera Ntereke  | Botswana                             | 47,32    |       |
| 6    | Michael Joseph  | Belize                               | 50,90    |       |
| –    | Desai Wynter    | Wyspy Dziewicze Stanów Zjednoczonych | DNF      |       |
| –    | Lamin Marikong  | Gambia                               | DSQ      |       |

#### Bieg 7
| Poz. | Zawodnik            | Narodowość                | Rezultat | Uwagi |
| ---- | ------------------- | ------------------------- | -------- | ----- |
| 1    | Ian Morris          | Trynidad i Tobago         | 45,65    | Q     |
| 2    | Benyounés Lahlou    | Maroko                    | 45,73    | Q     |
| 3    | David Kitur         | Kenia                     | 46,22    | Q     |
| 4    | Mark Garner         | Australia                 | 46,26    | q     |
| 5    | Apisai Driu Baibai  | Fidżi                     | 47,81    |       |
| 6    | Henry Mohoanyane    | Lesotho                   | 48,39    |       |
| 7    | Mohamed Mehdi Hasan | Bangladesz                | 48,62    |       |
| –    | Michael Williams    | Saint Vincent i Grenadyny | DNS      |       |

#### Bieg 8
| Poz. | Zawodnik        | Narodowość        | Rezultat | Uwagi |
| ---- | --------------- | ----------------- | -------- | ----- |
| 1    | Steve Lewis     | Stany Zjednoczone | 45,14    | Q     |
| 2    | Sunday Bada     | Nigeria           | 45,38    | Q     |
| 3    | Sidney de Souza | Brazylia          | 45,92    | Q     |
| 4    | Cayetano Cornet | Hiszpania         | 46,13    | q     |
| 5    | Tim Hesse       | Ghana             | 46,67    |       |
| 6    | Mike McLean     | Kanada            | 47,75    |       |
| 7    | Samba Fall      | Mauretania        | 50,91    |       |

#### Bieg 9
| Poz. | Zawodnik                 | Narodowość      | Rezultat | Uwagi |
| ---- | ------------------------ | --------------- | -------- | ----- |
| 1    | Ibrahim Ismail Muftah    | Katar           | 45,21    | Q     |
| 2    | Roger Black              | Wielka Brytania | 45,21    | Q     |
| 3    | Cephas Lemba             | Zambia          | 45,94    | Q     |
| 4    | Marco Vaccari            | Włochy          | 46,37    |       |
| 5    | Takahiro Watanabe        | Japonia         | 46,45    |       |
| 6    | Foday Sillah             | Sierra Leone    | 47,00    |       |
| 7    | João Francisco Capindica | Angola          | 47,44    |       |
| 8    | Stephen Lugor            | Sudan           | 48,94    |       |

### Ćwierćfinały
Rozegrano cztery biegi ćwierćfinałowe. Do półfinałów awansowało po czterech najlepszych zawodników z każdego biegu.

#### Bieg 1
| Poz. | Zawodnik           | Narodowość                       | Rezultat | Uwagi |
| ---- | ------------------ | -------------------------------- | -------- | ----- |
| 1    | Steve Lewis        | Stany Zjednoczone                | 44,54    | Q     |
| 2    | Roberto Hernández  | Kuba                             | 44,84    | Q     |
| 3    | Roger Black        | Wielka Brytania                  | 45,28    | Q     |
| 4    | Simon Kemboi       | Kenia                            | 45,40    | Q     |
| 5    | Thomas Schönlebe   | Niemcy                           | 45,46    |       |
| 6    | Slobodan Branković | Niezależni uczestnicy olimpijscy | 45,90    |       |
| 7    | Andrea Nuti        | Włochy                           | 45,96    |       |
| 8    | Mark Garner        | Australia                        | 46,85    |       |

#### Bieg 2
| Poz. | Zawodnik         | Narodowość        | Rezultat | Uwagi |
| ---- | ---------------- | ----------------- | -------- | ----- |
| 1    | Derek Redmond    | Wielka Brytania   | 45,02    | Q     |
| 2    | Susumu Takano    | Japonia           | 45,27    | Q     |
| 3    | Troy Douglas     | Bermudy           | 45,67    | Q     |
| 4    | Danny Everett    | Stany Zjednoczone | 45,76    | Q     |
| 5    | David Kitur      | Kenia             | 46,15    |       |
| 6    | Ediélson Tenório | Brazylia          | 46,34    |       |
| 7    | Alvin Daniel     | Trynidad i Tobago | 46,44    |       |
| 8    | Tamás Molnár     | Węgry             | 46,80    |       |

#### Bieg 3
| Poz. | Zawodnik              | Narodowość        | Rezultat | Uwagi |
| ---- | --------------------- | ----------------- | -------- | ----- |
| 1    | Ian Morris            | Trynidad i Tobago | 44,78    | Q     |
| 2    | David Grindley        | Wielka Brytania   | 44,91    | Q     |
| 3    | Ibrahim Ismail Muftah | Katar             | 45,18    | Q     |
| 4    | Sunday Bada           | Nigeria           | 45,34    | Q     |
| 5    | Devon Morris          | Jamajka           | 45,67    |       |
| 6    | Cayetano Cornet       | Hiszpania         | 46,27    |       |
| –    | Solomon Amegatcher    | Ghana             | DNF      |       |
| –    | Cephas Lemba          | Zambia            | DNF      |       |

#### Bieg 4
| Poz. | Zawodnik         | Narodowość        | Rezultat | Uwagi |
| ---- | ---------------- | ----------------- | -------- | ----- |
| 1    | Samson Kitur     | Kenia             | 44,66    | Q     |
| 2    | Quincy Watts     | Stany Zjednoczone | 45,06    | Q     |
| 3    | Bobang Phiri     | Południowa Afryka | 45,27    | Q     |
| 4    | Benyounés Lahlou | Maroko            | 45,38    |       |
| 5    | Sidney de Souza  | Brazylia          | 45,55    |       |
| 6    | Rico Lieder      | Niemcy            | 45,86    |       |
| 7    | Francis Ogola    | Uganda            | 45,21    |       |
| 8    | Dennis Blake     | Jamajka           | 46,49    |       |

### Półfinały
Rozegrano dwa biegi półfinałowe. Do finału awansowało po czterech najlepszych zawodników z każdego biegu.

#### Bieg 1
| Poz. | Zawodnik              | Narodowość        | Rezultat | Uwagi |
| ---- | --------------------- | ----------------- | -------- | ----- |
| 1    | Steve Lewis           | Stany Zjednoczone | 44,50    | Q     |
| 2    | Roberto Hernández     | Kuba              | 44,72    | Q     |
| 3    | Ibrahim Ismail Muftah | Katar             | 45,01    | Q     |
| 4    | Susumu Takano         | Japonia           | 45,09    | Q     |
| 5    | Sunday Bada           | Nigeria           | 45,36    |       |
| 6    | Troy Douglas          | Bermudy           | 45,59    |       |
| 7    | Simon Kemboi          | Kenia             | 45,93    |       |
| –    | Derek Redmond         | Wielka Brytania   | DNF      |       |

#### Bieg 2
| Poz. | Zawodnik         | Narodowość        | Rezultat | Uwagi |
| ---- | ---------------- | ----------------- | -------- | ----- |
| 1    | Quincy Watts     | Stany Zjednoczone | 43,71    | Q,    |
| 2    | Samson Kitur     | Kenia             | 44,18    | Q     |
| 3    | Ian Morris       | Trynidad i Tobago | 44,21    | Q     |
| 4    | David Grindley   | Wielka Brytania   | 44,47    | Q,    |
| 5    | Roger Black      | Wielka Brytania   | 45,72    |       |
| 6    | Benyounés Lahlou | Maroko            | 45,49    |       |
| 7    | Bobang Phiri     | Południowa Afryka | 45,59    |       |
| 8    | Danny Everett    | Stany Zjednoczone | 56,61    |       |

### Finał
| Poz. | Zawodnik              | Narodowość        | Rezultat | Uwagi |
| ---- | --------------------- | ----------------- | -------- | ----- |
| 1    | Quincy Watts          | Stany Zjednoczone | 43,50    | [ 1 ] |
| 2    | Steve Lewis           | Stany Zjednoczone | 44,21    |       |
| 3    | Samson Kitur          | Kenia             | 44,24    |       |
| 4    | Ian Morris            | Trynidad i Tobago | 44,25    |       |
| 5    | Roberto Hernández     | Kuba              | 44,52    |       |
| 6    | David Grindley        | Wielka Brytania   | 44,75    |       |
| 7    | Ibrahim Ismail Muftah | Katar             | 45,10    |       |
| 8    | Susumu Takano         | Japonia           | 45,18    |       |